# Gareth Davies (Squashspieler)
Gareth Davies (* 22. Juni 1969) ist ein ehemaliger walisischer Squashspieler.

## Karriere
Gareth Davies war in den 1990er-Jahren als Squashspieler aktiv. Mit der walisischen Nationalmannschaft nahm er 1993, 1995 und 1997 an der Weltmeisterschaft teil. Bei Europameisterschaften stand er zwischen 1991 und 2000 mindestens sechsmal im walisischen Kader und wurde 1997 mit der Mannschaft Vizeeuropameister. Bei den Commonwealth Games 1998 erreichte Davies mit Katrina Hogan im Mixed das Viertelfinale, im Doppel schied er mit Matthew Benjamin in der Gruppenphase aus.

## Erfolge
- Vizeeuropameister mit der Mannschaft: 1997